# Нобл (Іллінойс)
Нобл (англ. Noble) — селище (англ. village) в США, в окрузі Ричленд штату Іллінойс. Населення — 633 особи (2020).

## Географія
Нобл розташований за координатами 38°41′52″ пн. ш. 88°13′20″ зх. д. / 38.69778° пн. ш. 88.22222° зх. д. (38.697680, -88.222164).  За даними Бюро перепису населення США в 2010 році селище мало площу 2,67 км², з яких 2,65 км² — суходіл та 0,01 км² — водойми.

## Демографія
Згідно з переписом 2010 року, у селищі мешкало 677 осіб у 291 домогосподарстві у складі 180 родин. Густота населення становила 254 особи/км².  Було 332 помешкання (125/км²).
Расовий склад населення:
| - 97,5 % — білих - 0,4 % — чорних або афроамериканців - 0,3 % — азіатів |

До двох чи більше рас належало 1,6 %. Частка іспаномовних становила 0,9 % від усіх жителів.
За віковим діапазоном населення розподілялося таким чином: 21,6 % — особи молодші 18 років, 60,4 % — особи у віці 18—64 років, 18,0 % — особи у віці 65 років та старші. Медіана віку мешканця становила 39,4 року. На 100 осіб жіночої статі у селищі припадало 94,5 чоловіків;  на 100 жінок у віці від 18 років та старших — 90,3 чоловіків також старших 18 років.
Середній дохід на одне домашнє господарство  становив 51 679 доларів США (медіана — 40 341), а середній дохід на одну сім'ю — 62 758 доларів (медіана — 49 375). Медіана доходів становила 41 442 долари для чоловіків та 32 857 доларів для жінок. За межею бідності перебувало 18,8 % осіб, у тому числі 27,6 % дітей у віці до 18 років та 2,3 % осіб у віці 65 років та старших.
Цивільне працевлаштоване населення становило 216 осіб. Основні галузі зайнятості: освіта, охорона здоров'я та соціальна допомога — 25,9 %, роздрібна торгівля — 18,1 %, виробництво — 12,5 %, науковці, спеціалісти, менеджери — 10,2 %.